# Селеуш (Данеш)
Селеуш (рум. Seleuș) насеље је у Румунији у округу Муреш у општини Данеш. Oпштина се налази на надморској висини од 343 m.

## Становништво
Према подацима из 2002. године у насељу је живело 1781 становника.

### Попис2002.
| Расподела становништва по националности 2002.‍ | Расподела становништва по националности 2002.‍ | Расподела становништва по националности 2002.‍ | Расподела становништва по националности 2002.‍ | Расподела становништва по националности 2002.‍ |
| --------------------------------------------- | --------------------------------------------- | --------------------------------------------- | --------------------------------------------- | --------------------------------------------- |
|                                               |                                               |                                               |                                               |                                               |
| Румуни                                        | Румуни                                        |                                               | 1.259                                         | 70,8%                                         |
| Мађари                                        | Мађари                                        |                                               | 13                                            | 0,7%                                          |
| Роми                                          | Роми                                          |                                               | 451                                           | 25,4%                                         |
| Немци                                         | Немци                                         |                                               | 54                                            | 3,0%                                          |